# Gare de Hakuraku
La gare de Hakuraku (白楽駅, Hakuraku-eki) est une gare ferroviaire de la ville de Yokohama, dans la préfecture de Kanagawa au Japon. Elle est située dans l'arrondissement de Kanagawa. La gare est gérée par la compagnie Tōkyū.

## Situation ferroviaire
La gare de Hakuraku est située au point kilométrique (PK) 21,4 de la ligne Tōkyū Tōyoko.

## Histoire
La gare a été inaugurée le 14 février 1926.

## Service des voyageurs

### Accueil
La gare dispose d'un bâtiment voyageurs, avec guichets, ouvert tous les jours.

### Desserte
- Ligne Tōyoko :
  - voie 1 : direction Yokohama (interconnexion avec la ligne Minatomirai pour Motomachi-Chūkagai)
  - voie 2 : direction Shibuya (interconnexion avec la ligne Fukutoshin pour Kotake-Mukaihara et Wakōshi)